# King & Wood Mallesons
King & Wood Mallesons (KWM) ist eine internationale Wirtschaftskanzlei mit mehr als 2.400 Anwälten in 28 Büros in Europa und vor allem in China, Hong Kong und Australien. Die Kanzlei entstand zunächst durch den Zusammenschluss von King & Wood und Mallesons Stephen Jacques 2012. 2013 schloss sich SJ Berwin an.

## Geschichte
Nachdem sich 2012 die chinesische Sozietät King & Wood PRC Lawyers und die australische Sozietät Mallesons Stephens Jacques zu King & Wood Mallesons zusammengeschlossen hatten, fusionierte diese neu entstandene Einheit wiederum 2013 mit der europäischen Sozietät SJ Berwin. Die daraus entstandene Einheit agiert seither global als King & Wood Mallesons. Sie ist als Verein nach Schweizer Recht strukturiert.

### Mallesons Stephen Jaques
Mallesons Stephen Jaques war eine der sechs größten Kanzleien in Australien. Der Namensbestandteil „Mallesons“ rührt von einem der Gründungspartner, Alfred Brooks Malleson, einem gebürtigen Londoner, her, der 1856 nach Melbourne auswanderte. Der Ursprung des Namensbestandteils „Stephen“ geht auf Montague Stephen zurück, dem Gründer der Kanzlei in Sydney (1849), und der Namensbestandteil „Jaques“ stammt von Alfred Jaques, der 1878 Partner dieser Kanzlei wurde.
Zum Zeitpunkt der Fusion beschäftigten die Kanzleien Stephen Jaques Stone James und Mallesons insgesamt 450 Anwälte, die aus Büros in Sydney, Melbourne, Perth und Canberra berieten. Im Jahr 1989 folgte der letzte australische Standort in Brisbane. Die ersten asiatischen Standorte eröffneten in Hongkong (1989) und Peking (1993).

### King & Wood PRC Lawyers
King & Wood PRC Lawyers war eine der ersten Rechtsanwaltskanzleien der Volksrepublik China. Bis zur Erlaubnis der Zentralregierung, private Kanzleien zu gründen, arbeiteten die King & Wood Gründungspartner bis 1993 im Rahmen des Chinesischen Rates zur Förderung des internationalen Handels.

### SJ Berwin und KWM in Europa
Im Jahr 1982 wurde SJ Berwin vom Anwalt Stanley J. Berwin und weiteren Rechtsanwälten in London gegründet und entwickelte sich zu einer internationalen Kanzlei mit 160 Partnern an mehreren europäischen Standorten. Im Jahr 2009 eröffnete die Kanzlei außereuropäische Büros in Hongkong, Dubai und Shanghai. Die zuletzt als King & Wood Mallesons LLP agierende Kanzlei meldete 2017 Insolvenz an und ist nicht mehr operativ tätig. In Deutschland wurde das Münchener Büro geschlossen. Die asiatisch-pazifischen Gesellschaften des Netzwerks, die trotz des Zusammenschlusses finanziell und rechtlich unabhängig von SJ Berwin geblieben waren, wurden durch diese Ereignisse nicht tangiert. In Europa wurde daher mit Unterstützung der chinesischen Einheit eine neue Präsenz etabliert, die nun mit Standorten in Brüssel, Frankfurt, Madrid, London und Mailand sowie in Dubai vertreten ist.

## Standorte
KWM hat 28 Büros in Asien, Australien, Europa, dem Nahen Osten und Nordamerika.